# Yoshio Tsuchiya
Yoshio Tsuchiya (土屋 嘉男 Tsuchiya Yoshio?, n. 18 mai 1927, Kofu, Japonia – d. 8 februarie 2017) a fost un actor japonez care a apărut în filme precum suprarealistul Bara No Soretsu al lui Toshio Matsumoto, Cei șapte samurai (ca fermierul răzvrătit Rikichi) și Barbă Roșie ale lui Akira Kurosawa și Kill! al lui Kihachi Okamoto. A jucat în 90 de filme între anii 1952 și 1994.
El a avut un interes de lungă durată pentru OZN-uri și a scris mai multe cărți pe această temă. A preferat să joace roluri de extratereștri sau de persoane posedate de ei în filme științifico-fantastice precum Battle in Outer Space, Monster Zero și Destroy All Monsters.

## Biografie
Tsuchiya s-a născut în orașul Kofu din prefectura Yamanashi în 1927. A abandonat studiile de medicină și a urmat apoi studii de teatru. A debutat în cinematografie în anul 1952 în filmul Suspect de crimă (殺人容疑者) produs de compania Shintoho.
Îl cunoștea pe șeful companiei Toho, iar acesta l-a sfătuit să meargă pe platoul de filmare, unde aveau loc audiții pentru filmul Cei șapte samurai al lui Akira Kurosawa. Tsuchuya nu s-a prezentat la audiții și a ajuns pe platou când acestea se terminaseră. Cu toate acestea, producătorii companiei Toho l-au invitat câteva zile mai târziu pentru a-i oferi rolul Rikichi în filmul lui Kurosawa. Filmările care se prelungeau permanent au fost obositoare pentru tânărul actor, care și-a exprimat dorința de a abandona platoul de filmare. Pentru a-l opri să plece, Kurosawa s-a oferit să-l găzduiască în propria sa casă, unde Tsuchiya a rămas ca musafir timp de aproape doi ani. Potrivit istoricului de film Stuart Galbraith IV, Yoshio Tsuchiya a jucat rolul cu o „intensitate remarcabilă”, deoarece avea un „devotament aproape religios față de personajele sale” similar cu cel al lui Toshiro Mifune.
Deși Tsuchiya a apărut în multe filme ale lui Akira Kurosawa, el a jucat, de asemenea, în multe filme științifico-fantastice și a spus: „Majoritatea actorilor se simt confortabil cu un anumit gen, de care se lipesc. În ceea ce mă privește am apărut la fel de bine în filme științifico-fantastice sau în filmele lui Kurosawa”. Cei șapte samurai a fost filmat în același timp cu Godzilla, iar Tsuchiya a părăsit frecvent platoul de la Cei șapte samurai pentru a asista la filmarea producției Godzilla. Într-un interviu, Tsuchiya a spus: „Deoarece jucam în Cei șapte samurai, nu am putut să apar în primul Godzilla. De aceea am insistat să mă distribuie în continuarea filmului”. Dorința actorului a fost îndeplinită, iar Tsuchiya a interpretat un rol în continuarea Gojira no gyakushû.
Avea potențialul de a ajunge o stea de cinema, dar, fiind o persoană excentrică, a refuzat rolurile principale care i se ofereau și a ales să interpreteze personaje bizare. I-a plăcut să joace mai ales roluri de extratereștri sau de oameni controlați de extratereștri. Când a primit inițial rolul unuia dintre eroii filmului Chikyū Bōeigun (1957), el a refuzat acel rol și a optat să joace rolul liderului misterian, deoarece era interesat să joace doar „personaje interesante, puternice și/sau anormale”. Regizorul Ishirō Honda a încercat să-l convingă să renunțe și i-a spus că, din moment ce liderul misterian purta o mască, chipul lui nu i se va vedea, dar nu l-a descurajat pe Tsuchiya care a afirmat cu hotărâre că el vrea să joace rolul extraterestrului. Actorul era pasionat de cosmos, urmărea cursa spațială și a susținut chiar că a văzut mai multe OZN-uri. S-a înscris într-o organizație care promova efectuarea unei misiuni pe lună, cooptându-i pe unii dintre confrații săi (printre care Toshirō Mifune și Takashi Shimura). „Am aflat apoi că această organizație era necinstită și că voia în realitate doar să împartă terenul de pe lună și să-l vândă ca pe un bun imobiliar! Am fost atât de indignat încât în Chikyū Bōeigun, când oamenii de știință pământeni refuză să le ofere misterienilor pământ pe Terra, am spus: „Dar voi încercați să împărțiți luna și să o vindeți!”.”
El a făcut lobby pentru a obține rolul omului invizibil în filmul Tomei Ningen (1954), dar studioul Toho i-a oferit rolul reporterului care-l caută pe omul invizibil. În cele din urmă, dându-și seama că au greșit, producătorii companiei Toho l-au distribuit în rolul principal (bibliotecarul care se transformă în stare gazoasă) din filmul The Human Vapor (1960). A obținut rolul asasinului Malmess în Ghidorah, Monstrul cu trei capete (1964), dar nu a putut să joace acolo deoarece filmările la Barbă Roșie (1965) s-au prelungit.
În 1991, după o lungă absență din filmele cu monștri ale companiei Toho (ultimul rol l-a avut în filmul Space Amoeba din 1970), Tsuchiya a revenit în seria Godzilla, jucând în Godzilla vs. regele Ghidorah rolul lui Shindo, un veteran din cel de-al Doilea Război Mondial, care a întâlnit o Godzilla premutantă în cursul bătăliei din Insulele Marshall.
Tsuchiya a murit de cancer pulmonar la 8 februarie 2017.

## Filmografie selectivă
- Murder Suspect (殺人容疑者) (1952)
- The Tower of Himeyuri (ひめゆりの塔) (1953)
- Cei șapte samurai (七人の侍) (1954) - țăranul Rikichi[13]
- Kimi shinitamo koto nakare (1954)
- Mitsuyu-sen (1954)
- Tomei Ningen (透明人間) (1954) - reporterul Komatsu
- Zoku tenka taihei (1955)[14]
- Godzilla Raids Again (ゴジラの逆襲) (1955) - Tajima, membru al Corpului de Apărare al orașului Osaka
- No Time for Tears (1955) - Maruyama
- Sanjusan go sha otonashi (1955)
- Shin kurama tengu daisanbu (1955)
- Natsume Sôseki no Sanshirô (1955) - Nonomiya
- I Live in Fear (生きものの記録) (1955) - muncitorul din fabrică de după incendiu[15]
- Kyatsu o nigasuna (1956) - Shiraishi
- Migotona musume (1956) - Nobuo Takahara
- Tsuma no kokoro (1956)
- Tronul însângerat (蜘蛛巣城) (1957) - samurai subordonat gen. Washizu[16]
- Ninjitsu (1957)
- Tokyo da you okkasan (1957)
- Salaryman shusse taikôki (1957) - Maruo
- Chieko-sho (1957) - KoYama
- Waga mune ni niji wa kiezu (1957) - Takeshi Shimada
- The Mysterians (地球防衛軍) (1957) - conducătorul misterienilor
- Kajikko (1958)
- Song for a Bride (花嫁三重奏) (1958)
- Omul cu ricșa (1958) - profesorul de la universitate[17]
- Anzukko (1958) - Ishima
- Bijo to ekitai ningen (1958) - detectivul Taguchi
- Yatsu ga satsujinsha da (1958)
- Josei SOS (1958)
- Varan the Unbelievable (1958) - ofițerul Katsumoto
- The Hidden Fortress (1958) - samurai călăreț[18]
- Kotan no kuchibue (1959)
- Oshaberi okusan (1959)
- Sensuikan I-57 kofuku sezu (1959)
- Battle in Outer Space (宇宙大戦争) (1959) - Iwomura
- Densô ningen (1960) - căpitanul Okazaki
- Hawai Middowei daikaikûsen: Taiheiyô no arashi (1960)
- Daigaku no sanzôkutachi (1960) - detectivul Iwano
- Man Against Man (1960) - detectivul Yoshizawa
- The Bad Sleep Well (1960) - secretarul ADA
- The Human Vapor (ガス人間第一号) (1960) - bibliotecarul Mizuno
- Hurricane of the Pacific (1960)
- Yojimbo (用心棒) (1961) - Kohei[19]
- Death on the Mountain (1961) - Jiro Makita
- Daigaku no wakadaishô (1961)
- Sanjuro (椿三十郎) (1962) - samuraiul Hirose[20]
- Kurenai no sora (1962)
- Doburoku no Tatsu (1962) - Kida[20]
- Chikata nikki (1962)
- Chûshingura (1962) - Matanosho Shoita, fratele lui Saho[21]
- Varan the Unbelievable (1962) - soldat
- Attack Squadron! (1963)
- Roppongi no yoru: aishite aishite (1963) - inspectorul Ihara
- Nippon jitsuwa jidai (1963)
- High and Low (天国と地獄) (1963) - detectivul Murata[22]
- 500,000 (1963) - Yamazaki[23]
- Matango (1963) - proprietarul Masafumi Kasai
- Hiken (1963)
- Barbă Roșie (赤ひげ) (1965) - dr. Handayû Mori[24]
- Taiheiyô kiseki no sakusen: Kisuka (1965) - Terai[25]
- Frankenstein Conquers the World (フランケンシュタイン対地底怪獣バラゴン) (1965) - dl. Kawai
- Beast Alley (1965) - Katsuragi
- Aku no kaidan (1965) - detectivul
- Invasion of Astro-Monster (怪獣大戦争 a.k.a. Godzilla vs. Monster Zero) (1965) - comandantul Armatei Planetei X
- Musekinin Shimizu Minato (1966)
- Hikinige (1966) - Shuichi
- Zero faita dai kûsen (1966)
- Kokusai himitsu keisatsu: Zettai zetsumei (1967) - gen. Rubesa
- Sasaki Kojiro (1967) - Heisuke Ichinami
- Japan's Longest Day (1967) - lt.col. Hiroshi Fuha, ofițerul de stat major al Armatei din Districtul de Est[26]
- Two in the Shadow (1967) - soțul lui Yumiko
- Son of Godzilla (怪獣島の決戦 ゴジラの息子) (1967) - Furukawa
- Booted Babe, Busted Boss (1968) - Kurokawa / ucigașul
- Kill! (斬る) (1968) - Shinroku Matsuo
- Destroy All Monsters (怪獣総進撃) (1968) - dr. Otani
- Rengô kantai shirei chôkan: Yamamoto Isoroku (1968) - ofițerul de stat major Kuroshima[27]
- Koi ni mezameru koro (1969) - Shunsaku Yamamoto
- Battle of the Japan Sea (1969) - ofițerul de stat major Akiyama[28]
- Funeral Parade of Roses (薔薇の葬列) (1969) - Gonda
- Machibuse (1970) - Itahachi
- Space Amoeba (ゲゾラ・ガニメ・カメーバ 決戦!南海の大怪獣) (1970) - dr. Kyoichi Mida
- The Militarists (1970) - Okabe (necreditat)
- Kuro no shamen (1971)
- Zatoichi's Conspiracy (1973) - superintendentul Shobei
- Nishijin Shinju (1977) - Yoshida
- Karuizawa fujin (1982) - Gen'ichirô Nakagawa
- Shōsetsu Yoshida gakkō (小説吉田学校) (1983) - Jōji Hayashi
- Rûju (1984) - Akio Tsuchiya
- Tokyo: The Last War (帝都大戦) (1989) - dr. Mizuno
- Earth Defense Girl Iko-chan: The Great Oedo Operation (地球防衛少女イコちゃん 大江戸大作戦) (1990) - dr. Mizuno (voce)
- Godzilla vs. King Ghidorah (ゴジラVSキングギドラ) (1991) - omul de afaceri Yasuaki Shindo
- Kidan (2005)
- Yamauchi Keisuke: The Kayô Movie Shôwa kayô kiki ippatsu! (2014) - (ultimul său rol în film)

## Filme de televiziune
- Ultra Q (ウ ル ト ラ Q) (1966) - Ono (ep. 2)
- Ultraman (ウ ル ト ラ マ ン) (1966) - dr. Morita (ep. 18)
- Ultraseven (ウ ル ト ラ セ ブ ン) (1967) - dr. Tsuchida (ep. 14 și 15)
- Haru no Sakamichi (1971) - Ōtani Yoshitsugu
- Haru no Hatō (1985) - Inoue Kaoru

## Legături externe
- Yoshio Tsuchiya la Internet Movie Database